# Чудновата повест о киту великом такође званом Велики Мак
Чудновата повест о киту великом такође званом Велики Мак, објављиван и под скраћеним насловом Велики Мак је сатирични роман Ериха Коша. Ово је Кошов први роман. Први пут је објављен 1956. године у издању Матице српске. За овај роман Ерих Кош је 1958. награђен највишим признањем Савеза књижевника Југославије.

## О роману
Велики Мак је сатирични роман. Ово је први роман Ериха Коша и једно од његових најбољих остварења. Написан је 1956. године, али никако није његово прво дело. Прве његове приповетке објављене су још 1947. године у збирци У ватри 1947. године. Кош је иначе сматран једним од најизразитијих сатиричара тадашње српске књижевности. У његовим делима запажа се изразита склоност за прецизно реалистичко сликање стварних догађаја и личности. Ипак, у својим сатирама он не репродукује стварност, већ је узима као материју погодну за стилизацију и крајње слободну транспозицију. Служећи се алегоријом постиже изванредне ефекте. Он прави велику разлику између хумора и сатире. Док хумор само засмејава и разгаљује, сатира је опора и оштра, са задатком да огорчи и „ожучи” читаоца. Кош у својим сатирама не обрађује индивидуалне случајеве, већ ствара типове и синтетички приказује читаво друштво. Његов поглед на свет је суморан, али ипак не и песимистичан. Његови романи и поред трагикомичног садржаја зраче неком надом.

### Позадина приче
Према речима самог аутора, Велики Мак је настао захваљујући једном директном поводу. Те године у Београд је однекуд допремљен огроман кит, који је изложен на Ташмајдану. Људи су масовно нагрнули да виде то чудо. Међу њима су били чак и чланови Српске академије наука и уметности. Та масовна хистерија Кошу је послужила као мотив да напише овај роман.

### Радња романа
Аутор у почетку романа наводи саопштење штампе о хватању животиње и овај поступак чини да читалац поверује у веродостојност приче. Међутим убрзо схвата да то није сасвим тачно, када са реалистчног приказа писац прелази на сатирично-алегоријско уопштавање, стилизацију и неизбежно хиперболисање. Прве вести о излагању кита и посети радозналих грађана имају у себи нешто банално, свакодневно и прихватљиво. Тек када се радозналост претвори у неку врсту делиријума и колективне хистерије увиђа се преносни смисао дела.
Главни лик у роману је Раде Деспић, један обичан трезвени службеник, који осуђује ту помахниталу гомилу. Приближавајући се парку у коме је кит, посматра масу људи која у мистичном заносу прилази месту на коме је изложен један животињски леш. Међутим, посматрајући људе у трансу и њега изненада обузима занос. У тренутку највеће екстазе вилице кита, до тог тренутка растављене попречно постављеном даском, шкљоцну и затворе се и настаје невиђена паника. Људи беже преплашени и разочарани китом - божанством. Леш животиње временом се распада, ширећи по целом граду задах који се увлачи под кожу и у људске душе. Када једног дана полураспаднути кит бива уклоњен, вероватно на ђубриште, његови најватренији обожаваоци почињу да га се одричу. Људи који су највише причали о киту, посећивали га, дивили му се и веровали у његову чудотворну моћ, брзо заборављају предмет свог обожавања и чак нападају оног несрећног службеника који је једини донекле сачувао хладнокрвност. Он није поштеђен ни од подсмеха писца. Његова борба против неразумне љубави за кита, против мита непогрешивости, апсолутног знања и моћи, помало је донкихотовски смешна и узалудна.

### Анализа дела
Према речима самог Коша, прича о Великом Маку је у суштини дело против култа личности. Исмевајући малограђански примитивизам и снобизам, жеђ за тривијалним сензацијама, Кош заузима гледиште критичара друштвених нарави и моралиста који у име истинске вредности жигоше многе људске слабости. Изложени кит на Ташмајдану постаје најснажнији доживљај, извор одушевљења, духовни садржај малограђана лишених унутрашњег живота.
Критика малограђанске површности, међутим, само је нижи план овог дела. У својим горњим слојевима то је врло успела филозофска алегорија о неоснованим заносима и слепој вери у лажне, нехумане и мртве догме. Кит звани Велики Мак је потомак библијског златног телета или прождрљиве аждаје из средњовековних легенди, нови симбол мистичног ауторитета. Кош жестоко исмева стварање ритуалних обреда и култова око нечега што је у суштини труло, беживотно и пролазно. Овим одбацивањем догматизма придружује се и жигосање конформизма.

## Преводи
Роман Чудновата повест о киту великом такође званом Велики Мак преведен је на енглески језик и објављен већ 1962. године под насловом The Strange Story of the Great Whale, also Known as Big Mac. Превео га је амерички преводилац Лавет Филдинг Едвардс (енгл. Lovett Fielding Edwards), који је превео и многа друга српска књижевна дела, између осталих и Андрићев роман На Дрини ћуприја.

## Награде
За роман Чудновата повест о киту великом такође званом Велики Мак Ерих Кош је добио највише тадашње књижевно признање - Награду Савеза књижевника Југославије.

## Драматизација
Роман Велики Мак је постављен и на позоришну сцену. Драматизовао га је као сценску параболу у 2 дела Дејан Мијач. Улогу главног јунака, Радета Деспића, играо је Стеван Шалајић. Премијера представе одиграна је у Српском народном позоришту 19. новембра 1968. године.